# Bas Verwijlen

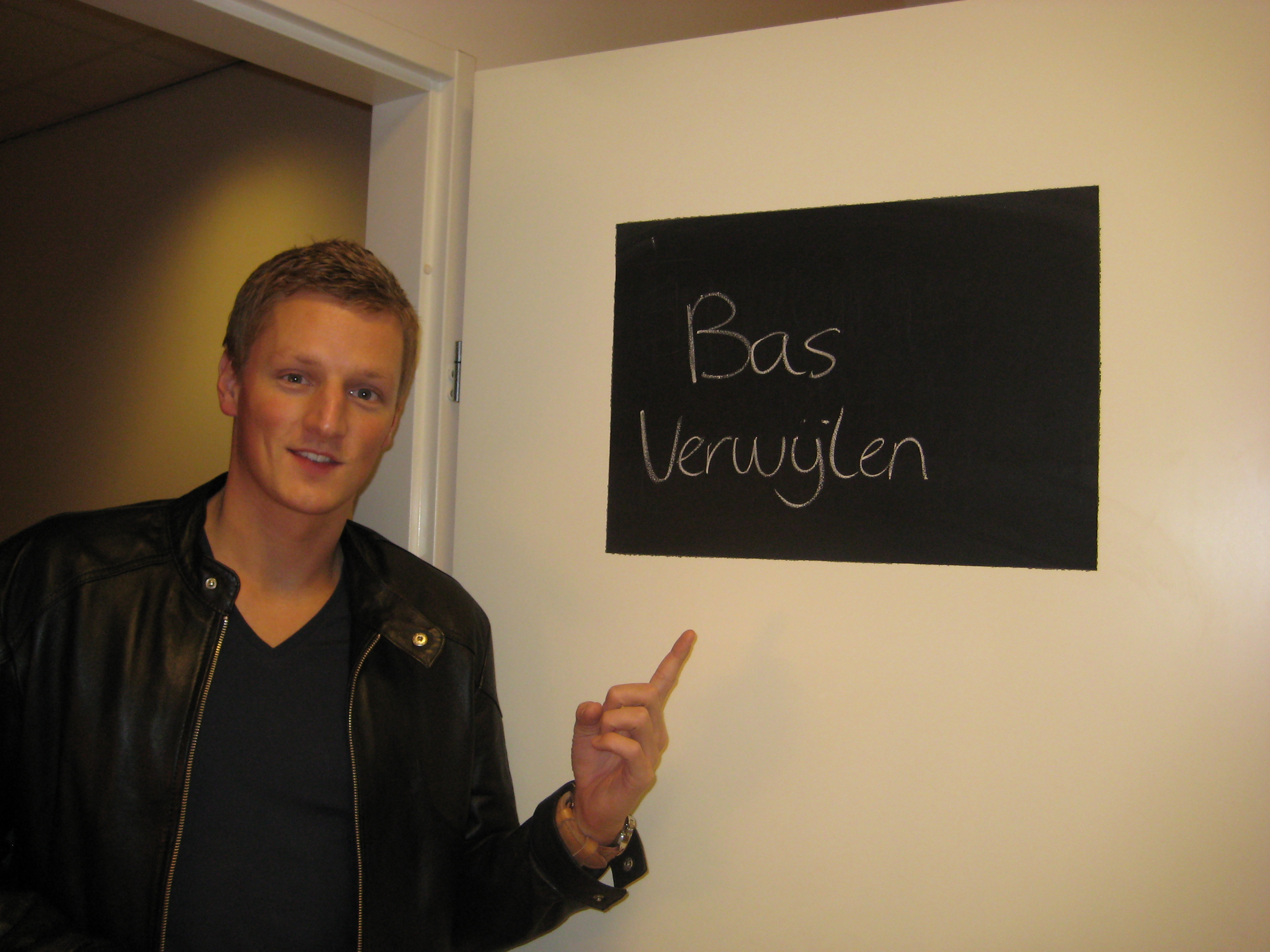
Bas Verwijlen

Bas Verwijlen (* 1. Oktober 1983 in Oss) ist ein niederländischer Degenfechter. Er ist fünfmaliger niederländischer Meister.
Bei der Weltmeisterschaft 2005 in Leipzig gewann er überraschend die Bronzemedaille im Herreneinzel. Nachdem er im Viertelfinale den Schweizer Olympiasieger Marcel Fischer besiegt hatte, musste er sich im Halbfinale nur knapp mit 10:11 dem späteren Weltmeister Pawel Kolobkow geschlagen geben. Verwijlen ist nach Hubert van Blijenburgh 1906 erst der zweite Niederländer, der eine Medaille bei Fechtweltmeisterschaften erringen konnte.
Bei den Olympischen Spielen 2008 in Peking belegte Verwijlen im Degen-Einzel den achten Platz.
2011 errang er sowohl bei der Europameisterschaft in Sheffield hinter Jörg Fiedler als auch bei der Weltmeisterschaft in Catania hinter Paolo Pizzo jeweils Silber im Einzel.
2012 nahm er erneut an den Olympischen Spielen in London teil und belegte im Einzel den dreizehnten Platz.